# Moskous Kunsttheater

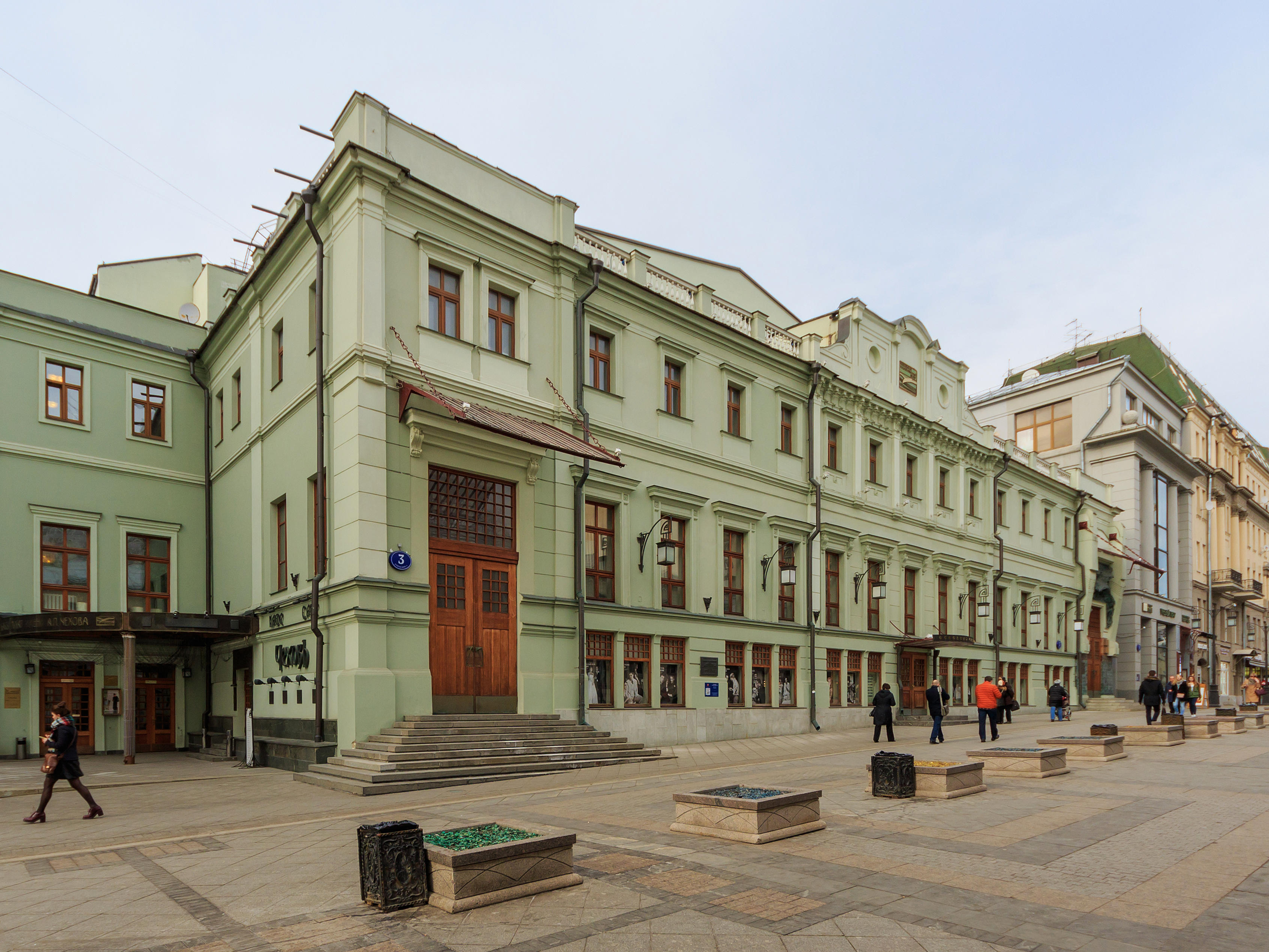
Het kunsttheather

Het Moskouse Kunsttheater (Russisch: Московский Художественный театр, Moskovski choedozjestvenny teatr of MChAT) is een repertoiretheater in Moskou.

## Geschiedenis
Het theater werd in 1897 gesticht door Konstantin Stanislavski (1863-1938, echte naam Konstantin Sergejevitsj Aleksejev) en Vladimir Nemirovitsj-Dansjenko (1859–1943). Hun ideeën leidden tot sterk vernieuwende concepten voor het maken van theaterproducties en zij legden de basis voor het moderne theater, ook ver buiten de grenzen van de Sovjet-Unie. Hun ensembletheater rebelleerde tegen het sterk gestileerde theater van de 19de eeuw met een sterk realistisch georiënteerde wijze van acteren en produceren. Hun eerste grote succes was hun vijfde productie, "De Meeuw" van Anton Tsjechov. Het logo van het MChAT bleef daarna een meeuw.
Als regisseur benadrukte Stanislavski de volledige afstemming en coördinatie van alle fasen van het productieproces van een theaterstuk. Zijn producties van stukken van Tsjechov, waarin hij probeerde de retorische clichés weg te laten om zich meer te concentreren op de emoties en de complexe filosofie van de karakters, werden zeer opgemerkt. Hij verplichtte zijn acteurs om zich te identificeren met het innerlijke van de personages, en vond een natuurlijk gebruik van lichaam en stem zeer belangrijk. Zijn trainingsmethode, ook wel omschreven als de Stanislavski-methode, maakte furore onder de naam methodacting, en werd onder meer overgenomen door de befaamde Actors Studio in New York.
In 1926 produceerde het Moskouse Kunsttheater Michail Boelgakovs stuk De Dagen van de Toerbins, gebaseerd op zijn roman "De Witte Garde". De critici waren woedend omdat Boelgakov de witte officieren had geportretteerd met veel sympathie, maar het publiek hield ervan, en Stalin ook. De sets en de kostuums werden ontworpen door Ilia Sudakov volgens de gangbare realistische normen van het MChAT.

## Vandaag
Het MChAT bestaat nog steeds. In 1992 werd het omgedoopt tot Tsjekov-Moskou-Kunsttheater. Sinds 1943 heeft het een befaamde theaterschool die in 1992 voet aan de grond kreeg in de Verenigde Staten met de Stanislavsky Summer School in de stad Cambridge in de Amerikaanse staat Massachusetts.